# 伊良部島
伊良部島（日语：／ Irabu-jima、琉球語：／ ）位於琉球列島宮古群島的宮古島西北方約五公里，緊臨下地島。行政區劃原本屬於日本沖繩縣宮古郡伊良部町，但已於2005年10月1日與原有的平良市、城邊町、下地町、上野村合併建立宮古島市。
昔日與宮古島間需仰賴海運，2015年全長3,540米的伊良部大橋開通，已能陸運往來。

## 觀光資源
- 觀光景點 
  - 牧山展望台
  - 白鳥崎
  - 下地島空港
  - 中之島
  - 佐和田海濱
  - 渡口海濱
- 計點
- サニツ
- 豐年祭
- ミャークヅツ
- 活動
  - 海神祭節
  - 伊良部島馬拉松

## 圖片

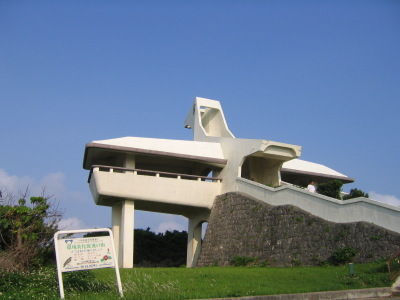
牧山展望台
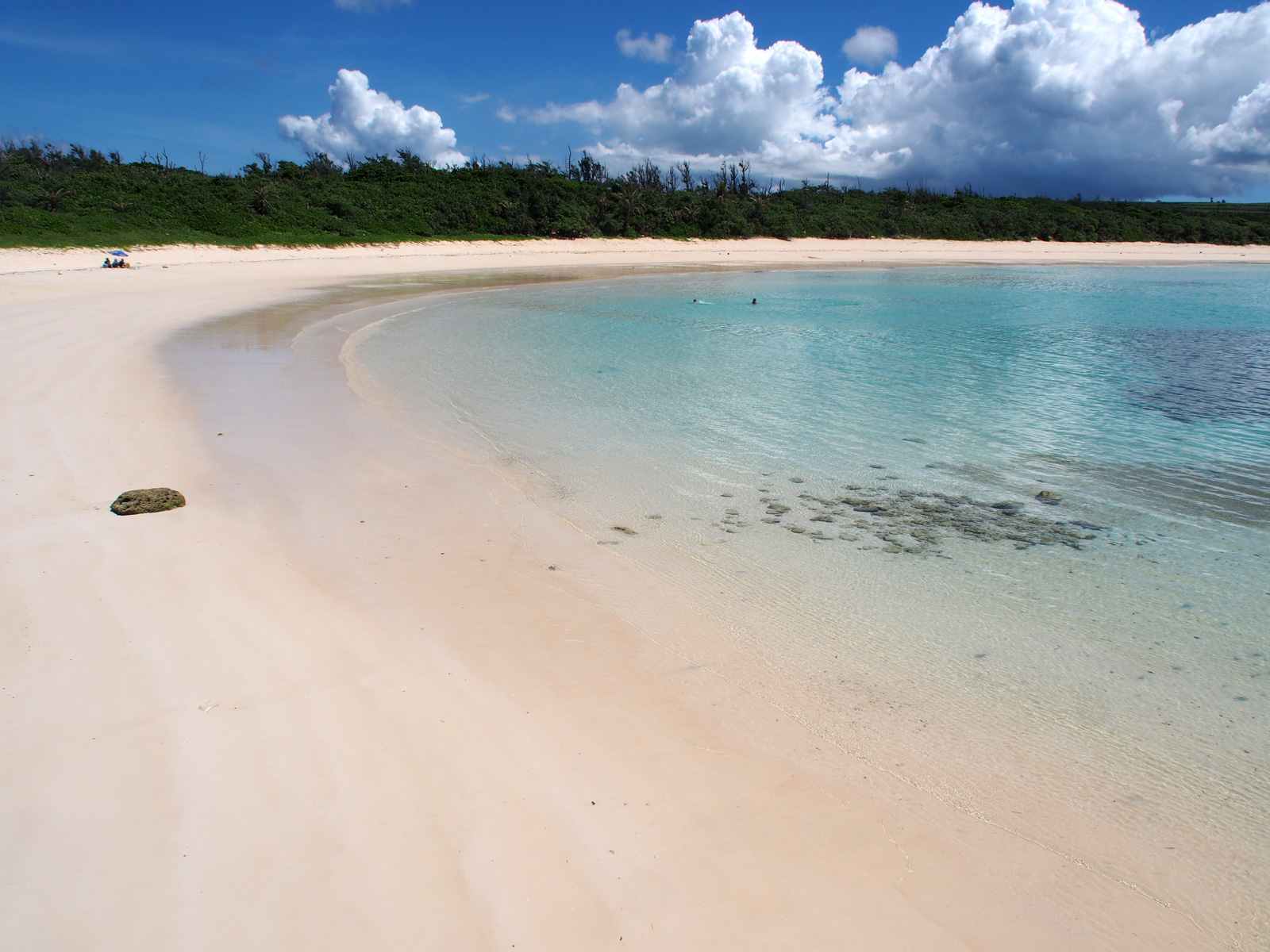
渡口海濱

## 外部連結
- 宮古島市ホームページ
- いらぶ観光協会（伊良部島・下地島観光案内）